# Begonia humbertii
Begonia humbertii là một loài thực vật có hoa trong họ Thu hải đường. Loài này được Keraudren mô tả khoa học đầu tiên năm 1983.